# Gossweilerodendron joveri
Gossweilerodendron joveri är en ärtväxtart som beskrevs av Aubrev. Gossweilerodendron joveri ingår i släktet Gossweilerodendron och familjen ärtväxter. IUCN kategoriserar arten globalt som sårbar. Inga underarter finns listade i Catalogue of Life.